# Korzeń Rządowy
Korzeń Rządowy – wieś w Polsce położona w województwie mazowieckim, w powiecie płockim, w gminie Łąck.
W skład sołectwa Antoninów-Korzeń Rządowy wchodzą wsie Antoninów i Korzeń Rządowy.
W latach 1975–1998 miejscowość administracyjnie należała do województwa płockiego.